# Джери Голдсмит
Джералд Кинг Голдсмит е сред най-известните композитори на филмова музика.
Носител на награда „Оскар“ за музиката към филма „Поличбата“ (The Omen, 1976). Номиниран е 18 пъти за „Оскар“ за филмова музика. Носител е на пет награди „Еми“. Има пет номинации за награда „Грами“.
Създава музиката към повече от триста телевизионни предавания и филми, сред които „Планетата на маймуните“ (1968), „Китайски квартал“ (1974), „Стар Трек: Филмът“ (1979) и „Пришълецът“ (1979).
Сред последните му произведения са партитурите на „Весели рисунки отново в действие“ (2003), „Мумията“ (1999) и „Поверително от Ел Ей“ (1997).

## Биография
Голдсмит се научава да свири на пиано на 6 години. На 14 учи теория на музиката при Джакоб Кимбел и Марио Кастелнуово-Тедеско.
Голдсмит записва в Университета на Южна Калифорния, при Миклош Рьоцза, който написва музиката към филма на Ингрид Бергман „Омагьосан“ (1945). Голдсмит развива интерес към композирането на филмова музика, вдъхновен от Рьоцза.

## Избрана филмография
- „Казино Роял“ („Casino Royale“, 1954)
- „Град на страха“ („City of Fear“, 1959)
- „Тора! Тора! Тора!“ („トラ・トラ・トラ“, 1970)
- „Пеперудата“ („Papillon“, 1973)
- „Китайски квартал“ („Chinatown“, 1974)
- „Недостижимият мост“ („A Bridge Too Far“, 1977)
- „Големият влаков обир“ („The First Great Train Robbery“, 1978)
- „Момчетата от Бразилия“ („The Boys from Brazil“, 1978)
- „Пришълецът“ („Alien“, 1979)
- „Стар Трек: Филмът“ („Star Trek: The Motion Picture“, 1979)
- „Разяреният бик“ („Raging Bull“, 1980)
- „Рамбо: Първа кръв“ („First Blood“, 1982)
- „Полтъргайст“ („Poltergeist“, 1982)
- „Зоната на здрача: Филмът“ („Twilight Zone: The Movie“, 1983)
- „Психо 2“ („Psycho II“, 1983)
- „Рамбо: Първа кръв, втора част“ („Rambo: First Blood Part II“, 1985)
- „Полтъргайст 2“ („Poltergeist II: The Other Side“, 1986)
- „Рамбо 3“ („Rambo III“, 1988)
- „Стар Трек V: Последната граница“ („Star Trek V: The Final Frontier“, 1989)
- „Зов за завръщане“ („Total Recall“, 1990)
- „Първичен инстинкт“ („Basic Instinct“, 1992)
- „Лечителят“ („Medicine Man“, 1992)
- „Денис Белята“ („Dennis the Menace“, 1993)
- „Конго“ („Congo“, 1995)
- „Първият рицар“ („First Knight“, 1995)
- „Стар Трек VIII: Първи контакт“ („Star Trek: First Contact“, 1996)
- „Призрака и Мрака“ („The Ghost and the Darkness“, 1996)
- „Поверително от Ел Ей“ („L.A. Confidential“, 1997)
- „Мулан“ („Mulan“, 1998)
- „13-ият войн“ („13th Warrior“, 1999)
- „Мумията (филм, 1999)“ („The Mummy“, 1999)
- „Последният замък“ („The Last Castle“, 2001)
- „Всички страхове“ („The Sum of All Fears“, 2002)
- „Стар Трек: Възмездието“ („Star Trek Nemesis“, 2002)

## Номинации

### Оскар
- 1998 – „Мулан“
- 1997 – „Поверително от Ел Ей“
- 1992 – „Първичен инстинкт“
- 1986 – „Хужърс“
- 1983 – „Под обстрел“
- 1982 – „Полтъргайст“
- 1979 – „Стар Трек: Филмът“
- 1978 – „Момчетата от Бразилия“
- 1976 – „Поличбата“ (победител)
- 1975 – „Вятърът и Лъвът“
- 1974 – „Китайски квартал“
- 1973 – „Пеперудата“
- 1970 – „Патън“
- 1968 – „Планетата на маймуните“
- 1966 – „Пясъчните камъни“
- 1965 – „А Patch of Blue“
- 1962 – „Freud“

### Златен глобус
- 1999 – „Мулан“
- 1998 – „Поверително от Ел Ей“
- 1993 – „Първичен инстинкт“
- 1984 – „Под обстрел“
- 1980 – „Пришълец“
- 1980 – „Стар Трек: Филмът“
- 1975 – „Китайски квартал“
- 1967 – „Пясъчните камъни“
- 1965 – „Седем дни през май“

### Грами
- 1980 – „Пришълец“
- 1977 – „Поличбата“
- 1976 – „Вятърът и Лъвът“
- 1975 – „QB VII“
- 1966 – „The Man From The U.N.C.L.E.“